# Roland Szentpáli
Dans le nom hongrois Szentpáli Roland, le nom de famille précède le prénom, mais cet article utilise l’ordre habituel en français Roland Szentpáli, où le prénom précède le nom.
Roland Szentpáli, né le 8 mai 1977 à Nyíregyháza, est un compositeur et tubiste hongrois.

## Biographie
Roland Szentpáli commence sa formation musicale à l'âge de 12 ans par l'euphonium puis il passe à l'apprentissage du tuba quelques années plus tard. 
Il gagne, à 16 ans, le concours national « cuivres et percussions », puis écrit et joue son premier concerto pour tuba et orchestre symphonique, enregistré et diffusé par la télévision hongroise.
Il étudie au Conservatoire Béla Bartok de 1991 à 1995 puis à l'Université de musique Franz-Liszt de Budapest. Il participe à de nombreux concours et remporte de nombreux prix à l'étranger, en Europe (France en 1998, République tchèque en 2000, Finlande en 2001) et à l'international (Australie en 1999 et Corée du Sud en 2000).
Roland Szentpáli a notamment collaboré avec Pierre-Max Dubois pour l'enregistrement de musique de chambre hongroise.
Parallèlement à ses activités de compositeur, il occupe également la place de premier tuba à l'Orchestre de la Philharmonie nationale hongroise.